# 梅赫塞斯
梅赫塞斯，是西班牙卡斯蒂利亚-莱昂巴利亚多利德省的一个市镇。總面積為19平方公里，2001年普查人口總數為467人，人口密度為每平方公里25人。